# Laimosfera

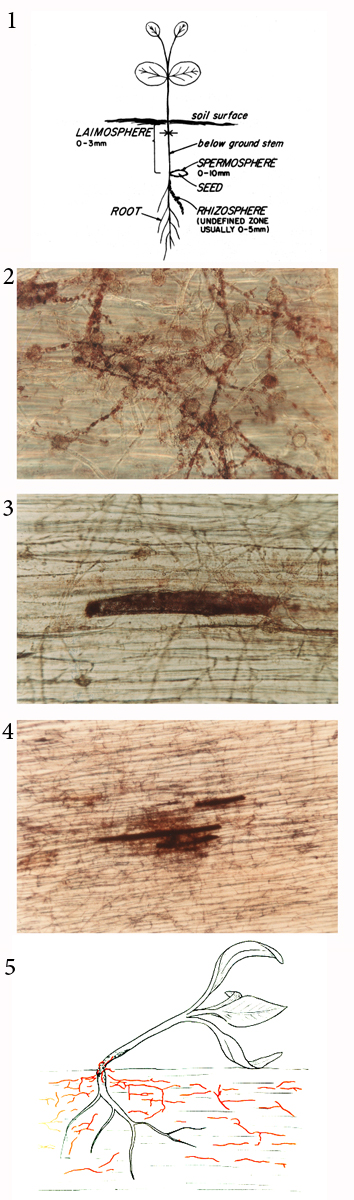
1. Diagrama que indica la ubicación de la laimosfera, la rizosfera y la espermosfera de los órganos subterráneos de una planta.
2. Clamidosporas de Fusarium solani f. sp. cucurbitae formándose en la laimosfera de un hipocótilo de calabaza.
3 y 4. Desarrollo temprano de lesiones en la epidermis de un hipocótilo de calabaza causado por Fusarium solani teñido con sal de tetrazolio.
5. Diagrama de la pudrición del tallo del hipocótilo que conduce al "damping-off" causado por Rhizoctonia solani.

La laimosfera es la zona de suelo microbiológicamente enriquecida que rodea las porciones subterráneas de los tallos de las plantas; la laimosfera es análoga a la rizósfera y la espermósfera. La forma combinada laim- de laimos (Griego: λαιμός, "garganta") denota un órgano de conexión (cuello) mientras que esfera indica una zona de influencia. Topográficamente, la laimosfera incluye el suelo alrededor de cualquier parte de los órganos subterráneos de las plantas que no sean las raíces donde los nutrientes exudados (especialmente azúcares y aminoácidos) estimulan las actividades microbianas. Los órganos subterráneos de las plantas con laimosfera incluyen hipocotilos, epicótilos, tallos, estolones, cormos, bulbos y hojas. Los propágulos de patógenos de plantas transmitidos por el suelo, cuya germinación es estimulada por los exudados de una planta en la laimosfera, pueden iniciar la pudrición del hipocótilo y del tallo que conduce a la "amortiguación". Los patógenos que comúnmente causan tales enfermedades son especies de Fusarium, Phoma, Phytophthora, Pythium, Rhizoctonia y Sclerotinia.